# Lewandów
Lewandów – osiedle w północno-wschodniej części Warszawy, w dzielnicy Białołęka.
Osiedle leży przy granicy Warszawy, na południowym wschodzie Białołęki, między osiedlami Brzeziny i Grodzisk, głównie wzdłuż ulicy Głębockiej od strony wschodniej graniczy z Markami.
Lewandów dawniej był podwarszawską wsią, a w zasadzie osadą skupioną wokół Państwowego Gospodarstwa Rolnego Lewandów. W 1977 r. został przyłączony do Warszawy wraz z innymi sąsiadującymi wsiami. 